# 완득이 (소설)
《완득이》는 대한민국의 소설가 김려령의 소설로 제1회 창비청소년문학상 수상작이다. 이 소설은 영화로도 제작되어 많은 관객들에게 호평을 얻은 바 있다.

## 줄거리
난쟁이 아버지와 가짜 삼촌 남민구와 옥탑방에서 평범한 삶을 살고 있던 완득이의 인생은 선생 동주(똥주)의 등장으로 한순간에 엉망이 되고 꼬여버린다. 욕을 밥 먹듯이 하고, 학생 괴롭히는 것을 낙으로 삼은 듯한 담임 똥주는 얼굴도 모르고 살았던 베트남 출신 어머니를 찾아 완득이와 만나게 한다. 완득이는 처음에는 어머니가 불편했지만, 나중에는 어머니를 이해하고 배려하며 어머니와 좋은 관계를 이룬다. 그 후 완득이의 아버지는 동주(똥주), 남민구와 댄스 교습소를 차리게 된다.

## 등장인물
- 도완득

소설의 주인공이자 화자. 일찍부터 공부하고는 담 쌓은 싸움꾼. 언제나 세상 뒤에 숨어있는 소심한 반항아다. 사는 낙이라고는 동네 교회에서 담임 동주가 죽으라고 기도하는 일 뿐. 하지만 어느날, 킥복싱이라는 스포츠를 배우기 시작하면서 좋아하는 여학생과 가까워지면서 한번도 궁금해한적 없던 엄마라는 존재가 나타나면서 점차 삐뚤게만 바라보던 세상이 달라져 보이기 시작했고 곧 세상 밖으로 나오기 시작한다.
- 이동주

통칭 똥주. 완득의 담임을 맡고있는 사회교사. 될놈들만 따로 시키라는 특이한 교육철학을 갖고있다. 또한 숨어만 사는 완득과는 달리 세상에 당당하게 맞서는 오지라퍼다. 완득의 바로 옆집에 살고있다. 밤만 되면 학교에서 기초수급대상자에게 나눠주는 햇반을 내놓으라고 소리치며 한 동네 이웃인 완득에게 많은 관심을 보인다. 세상뒤에 숨어사는 그를 세상 밖으로 끄집어내기 위함이지만 이를 알리가 없는 완득의 눈에는 그냥 제자를 못살게 구는 못된 교사로밖에 보이지 않았다. 그래서 이름 대신 자신이 지은 별명 '똥주'라고 부르고 다닌다. 옆집아저씨와는 툭하면 말싸움을 벌이는통에 별로 사이가 좋지않다.
- 도정복

```
완득의 아버지. 선천적인 질병으로 키가 자라지 않아서 멀리서 보면 어린아이로 느껴질 정도로 키가 작은 편이다. 그래서 '난쟁이'라고 불린다. 카바레에서 춤추는 일을 하고있으며 
베트남
 여자와 결혼까지 했지만 남편의 직업을 이해하지 못하는 아내와의 갈등과 이런 아내를 색안경쓰고 바라보는 사람들의 시선이 부담스러워 아이를 낳고 얼마 안있어 십수년 간 별거를 하게 된다. 처음 아내를 다시 만났을땐 그간의 일때문에 말다툼만 벌이다 다시 화해를 하고 함께 살게된다.
```

- 그분

```
완득의 어머니. 
베트남
에서 온 이주노동자. 아무 여자하고나 춤을 춰대는 남편의 직업을 이해하기 힘들었다. 그래서 아이를 혼자 키울까 생각했지만 말도 못하는 이방인 엄마보다는 한국인 아빠가 더 낫겠다 싶어 아이가 모유를 끊자마자 집을 나가버렸고 그때부터 십수년 간 별거를 한다. 처음 나왔을때는 아들에게도 꼬박꼬박 존댓말을 썼지만 점차 모정을 느끼기 시작하고 나서는 반말을 한다. 남편하고는 만났다 하면 말다툼하기 바빴지만 다시 화해를 한다.
```

- 남민구

```
정복이 카바레 일을 하다 알게 된 청년. 생긴것도 말끔해서 춤실력도 뛰어나서 카바레에 나가면 손님들에게 인기가 많은 편이지만 보기와는 다르게 
지적장애
를 앓고있어서 말이 느리며 하는 행동도 어린아이 수준이다. 세상 사람들이 난쟁이 취급하는 정복을 유일하게 어른으로 여긴다.
```

- 앞 집 아저씨

```
완득네와 동주가 밤마다 옥상에서 고성을 낼때마다 불쑥 튀어나와 찰진 욕설을 날리는 아저씨. 화가다. 한번은 도저히 화를 못참았는지 정복이 새로 산 차에 못으로 '씨불놈아'라는 낙서를 해놓고 사과하기는커녕 완득의 가족들을 보고는 '병신들'이란 막말을 한다. 유독 동주하고 많이 으르렁거리는 편이다. 나중에는 완득네 집에서 저녁을 같이 먹자고 약속해서 이야기를 풀어가며 점점 친해졌다.
```

- 정윤하

```
완득과 같은반 여학생. 입학때부터 배치고사를 1등할정도로 공부를 잘하는 범생이지만 준호랑 사귄다, 혁주가 좋아한다는 등 복잡한 남자문제로 말이 많은 아이. 하지만 그녀가 정말로 마음에 품고있던건 준호도 혁주도 아닌 완득이다. 준호의 전학사건으로 왕따가 된후 완득에게 다가갔고 나중에는 그가 다니는 킥복싱 체육관까지 들락거릴 정도로 가까워진다. 장래희망은 전쟁터를 누비는 종군기자라고 한다.
```

- 염준호

```
윤하와 교제를 하던 남학생. 어느날, 윤하를 모델로 야한만화를 그리다 혁주에게 들통났고 이 일로 혁주와 싸움을 했다. 이후에는 같은반 여자애들에게 기피대상이 되어버렸고 담임에게 몇번 불려다닌 이후로는 죽어라 공부만 하는 범생이가 됐다가 어느날 돌연 전학가버렸다. 처음에는 그가 소문때문에 학교생활이 힘들어져서 전학간거라고 여겨졌지만 나중에 알고보니 윤하네 가족들이 설득시켜서 간것이었다.
```

- 관장

```
킥복싱 체육관 관장. 도장도 엄청나게 낡았으며 수강생도 완득과 핫산, 세혁과 수종이 전부지만 이마저도 나중에 핫산이 추방당해 떠나면서 3명으로 줄었다. 원래 도장을 운영할 생각이 없었던지라 간간이 운동하러 오는 사람들을 전부다 돌려보냈지만 세 사람만큼은 그냥 두면 사고나 치고다닐것 같아서 일차적으로 받아준다. 완득이 첫 대회에 출전한뒤, 아내의 지병으로 체육관 문을 닫았다. 이후 도장에 있던 모든 운동기구들을 완득의 집 옥상에 남겨놓곤 홍천으로 떠나버렸다.
```

- 혁주

```
완득과 같은반 남학생. 동주 못지않게 완득에게 관심이 많은지라 자기 마음대로 완득을 친구로 여기며 쫓아다닌다. 당연히 완득은 이런 그를 철저하게 무시했다.
```

- 세혁&수종

```
주먹으로 학교짱이 되겠다며 도장을 찾아온 철없는 중학생들. 다니던 체육관이 문을 닫자 세혁만 완득을 따라 성북동에서 킥복싱을 계속 배웠고 수종은 성북동이 너무 멀다며 운동을 그만뒀다.
```

- 정 관장

```
관장의 후배. 성남에서 도장을 하고있다. 내일모레 도장문을 닫아도 안 이상할 선배와는 달리 도장 인테리어도 상당히 말끔했으며 수강생들도 꽤나 많은 편이다.
```

```
완득이의 성장 과정이 인상 깊고, 그런 면에서 따뜻함이 느껴진다. 읽다 보면 나도 모르게 불행 속에서도 따뜻함을 찾게 된다. 대학입시, 치열한 경쟁 등과 같이 누구나 공감할 수 있는 소재이기 때문에 매력적이다. 읽으면서 완득이가 힘든 상황에서도 포기하지 않고 열심히 노력하는 모습이 인상 깊었다. 또한 완득이가 베트남 국적의 어머니를 이해하고 받아드리려고 노력하는 모습이 인상 깊었다. 나도 나중에 동주(똥주)처럼 남을 돕고 봉사하며 살아야겠다는 다짐을 했다.
```

- 성북동 관장

```
완득과 세혁이 새로 다니기 시작한 체육관 관장. 두사람을 '조폭 꿈나무'라고 부른다.
```

- 윤하 엄마

```
이름 그대로 정윤하의 엄마. 남자와 여자가 만나면 사귀는 사이라고 여기는 고리타분한 사고방식을 가진 엄마. 윤하와 완득이 만난다는걸 알고는 완득의 체육관까지 찾아와 딸아이와 만나지 말아달라고 정중하게 부탁한다.
```

- 핫산

```
인도네시아 사람. 항상 교회에 기도하러 오는 완득을 '자매님'이라고 부른다. 완득에게 킥복싱을 권한 장본인. 이후에는 염탐꾼 사실이 들통나 추방당해 부인과 고국으로 돌아가 버린다.
```

- 동주父

```
동주의 아버지. 부친(동주의 할아버지)의 재산을 전부다 물려받은 부유한 업자. 하지만 업자라는 이름으로 외국인 노동자들에게 갑질과 학대를 일삼는 악덕업주. 그래서 동주는 자라면서 이런 아버지에게서 환멸감을 느꼈고 본인 역시 아들을 못마땅하게 여긴다.
```

```
각주
```

1. ↑  Google 도서. “isbn:9788936456085”.
2. ↑  "창비청소년문학 50권 돌파" 《연합뉴스》 2013년 5월 14일 작성. 2014년 8월 16일 확인.
3. ↑  안진용 기자, "완득이, 5주 연속 1위 비결? 적수가 없다!" 《한국일보》. 2011년 11월 22일 작성. 2014년 8월 16일 확인.